# Parti communiste tchécoslovaque
 (janvier 2018).
Si vous disposez d'ouvrages ou d'articles de référence ou si vous connaissez des sites web de qualité traitant du thème abordé ici, merci de compléter l'article en donnant les références utiles à sa vérifiabilité et en les liant à la section « Notes et références ».

Drapeau du Parti communiste tchécoslovaque.

Le Parti communiste tchécoslovaque (en tchèque et en slovaque : Komunistická strana Československa) était un parti politique tchécoslovaque membre de l'Internationale communiste, puis du Kominform (inféodé à Staline). Sa politique était calquée sur le modèle soviétique incluant même l'oppression physique de ses adversaires puis opposants. Ce parti régnait, de manière quasi absolue, sur la Tchécoslovaquie communiste de 1948 à 1989.

## Histoire

### Les débuts

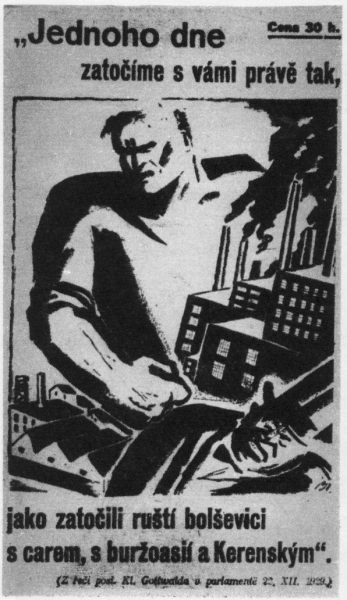
Un feuillet du parti en 1929

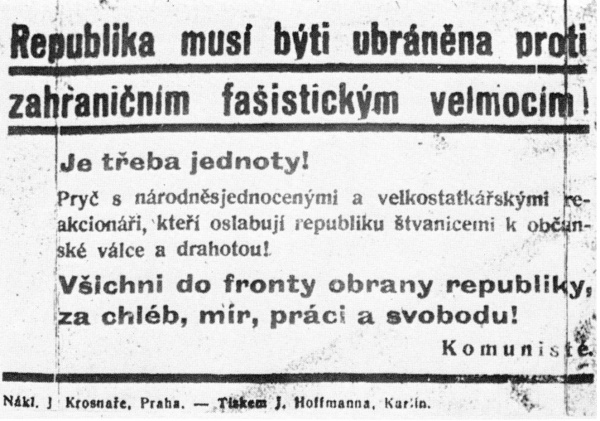
Un tract contre l'invasion Allemande de 1938: "il faut protéger la République contre l'aggression fasciste (sic) venue de l'étranger"

Le PCT (KSČ) est né le 14 mai 1921 d'une scission du parti social-démocrate tchécoslovaque. Son premier président en est Bohumír Šmeral. Au moment de sa création, le PCT est l'un des partis communistes les plus importants tant en termes relatifs qu'absolus. En 1925, commence le processus de bolchévisation qui consiste en une plus grande affiliation au programme de l'Internationale communiste.
Le PCT bénéficie alors d'une base d'adhérents développée et de résultats électoraux respectables :
| année | nombre d'adhérents |
| 1921  | 350 000            |
| 1922  | 170 000            |
| 1923  | 132 000            |
| 1924  | 138 996            |
| 1925  | 93 220             |
| 1926  | 92 818             |
| 1927  | 138 000            |
| 1928  | 150 000            |

|      | pourcentage | sièges |
| 1925 | 12,92       | 41     |
| 1929 | 10,2        | 30     |
| 1935 | 10,32       | 30     |

Illégal à partir de 1938 à la suite des accords de Munich, le parti se réorganise dans la clandestinité. Pendant la guerre, le PCT prend un rôle dominant dans la résistance et on estime à 30 000 le nombre de ses membres décédés dans les combats tant sur le sol national qu'à l'étranger.
Le PCT est membre du gouvernement de coalition en 1945. Organisé et centralisé sur le modèle du PCUS, il est prêt à s'emparer des rênes du pouvoir et prend progressivement le contrôle de la « Troisième République tchécoslovaque ».

### Le putsch de février 1948 et la terreur stalinienne
Le 25 février 1948, c’est le Coup de Prague : Klement Gottwald s'empare du pouvoir à la suite d'une erreur tactique des partis démocratiques qui font confiance au président Edvard Beneš comme dernier rempart de la démocratie. Or celui-ci, sous la pression des communistes, accepte leurs revendications et l'Assemblée nationale, le 11 mars 1948 approuve une motion de confiance au gouvernement nouvellement constitué de Klement Gottwald.
Une nouvelle constitution est adoptée en mai, proclamant la « démocratie populaire ». Les partis démocratiques sont soit fusionnés purement et simplement au PCT, soit voient leurs directions inféodées au PCT qui détient formellement le pouvoir au sein du gouvernement de Front national (Národní fronta / Národný front) : il y détient les deux-tiers des votes, le tiers restant étant réparti entre les autres partis politiques. Les élections libres sont abolies ainsi que d'autres libertés politiques. Commence un régime totalitaire qui ne prendra fin qu'en novembre 1989.
Une période de terreur s'enclenche alors qui visent les « ennemis de classe » (prêtres, bourgeois, intellectuels non-affiliés, mais aussi anciens résistants ayant fui à Londres rejoindre le gouvernement démocratique de Beneš et donc soupçonnables et opposables aux bons résistants ayant trouvé refuge à Moscou). À la suite d'un différend entre Gottwald, chef du gouvernement, et Rudolf Slánský, secrétaire général du PCT au sujet du degré d'inféodation aux directives de Moscou, une purge secoue le parti. Sous couvert d'accusation de complot "titiste", Slánský et plusieurs hauts dirigeants du PCT, sont jugés et condamnés lors du procès de Prague (11 exécutés, 3 condamnés à la prison à vie, dont Artur London).

### Le socialisme à visage humain
Le PCT (KSČ) entame un processus de réforme en 1968 sous l'impulsion d'Alexander Dubček qui cherche à instaurer ce qu'il appelle un « socialisme à visage humain ». C'est le Printemps de Prague qui sera réprimé par l'intervention des armées du Pacte de Varsovie qui envahissent Prague le 21 août. Convoqué à Moscou, Alexander Dubček conserve ses fonctions de premier secrétaire du parti  mais se voit chargé par les Soviétiques d'appliquer un programme de "normalisation". Comme les résultats escomptés par les Soviétiques ne sont pas atteints, il est remplacé par Gustáv Husák en avril 1969. Dubček est tout d'abord écarté et envoyé comme ambassadeur en Turquie puis exclu du parti en 1970.
Par extension, la période qui s'étend de 1970 à 1989 est appelée « normalisation ».

### Les purges et la "normalisation"
Gustáv Husák est un homme politique habile qui a souffert par le passé des purges staliniennes et qui louvoie entre les courants pragmatiques modérés et les tenants de la ligne dure.
La « normalisation » consiste à ne pas s'écarter de la ligne imposée à Moscou, étouffer dans l'œuf toute velléité réformatrice au sein du parti et à réprimer implacablement toute dissidence, telle la Charte 77. Un nombre important des membres du PCT ayant pris une part active au printemps de Prague ou simplement soupçonnés de déviance idéologique réformatrice sont exclus des rangs du parti.
Il n'est pas surprenant que dans ces conditions, le PCT ne réagisse pas aux impulsions de la perestroïka gorbatchevienne (1985-1991) et qu'il n'entame pas de réforme interne contrairement à certains partis "frères".

### La Révolution de velours et après

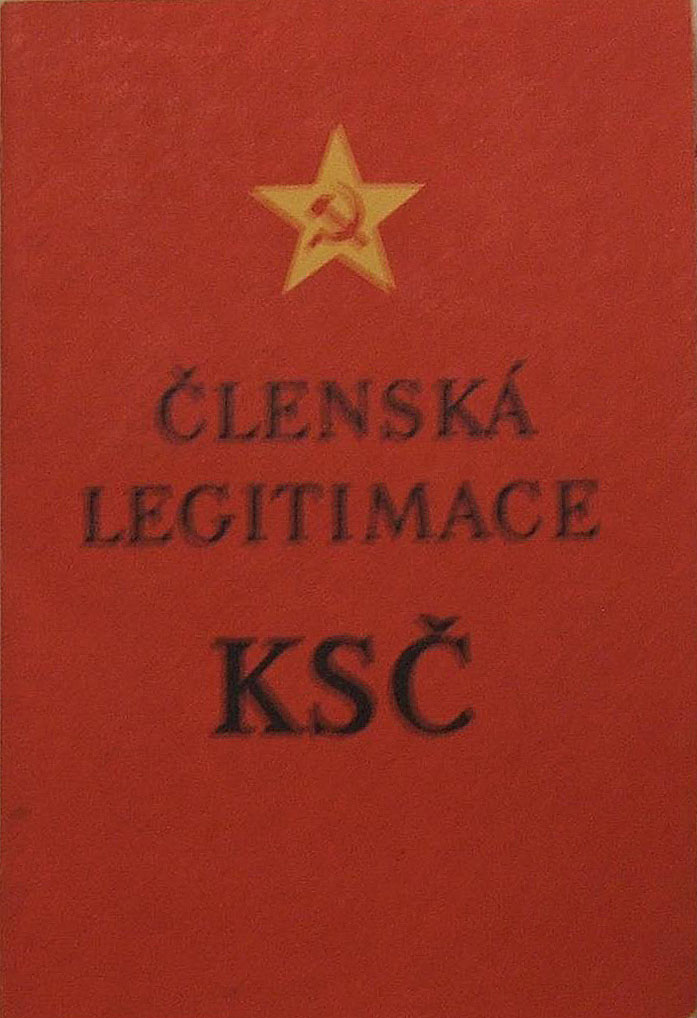
Une carte de membre

Le 28 novembre 1989, le PCT (KSČ) annonce qu'il renonce à son hégémonie politique : sur sa demande, l'Assemblée fédérale vote l'abolition de l'article de la constitution sur le rôle dirigeant du PC dans la société et l'État. Cependant, le PCT a survécu à la chute du mur et à la Révolution de velours en 1989. Il change de nom et adopte le sigle de PCTS - Parti communiste tchèque et slovaque (KSČS). Mais il s'autodissout en avril 1992.
En 1993, une loi votée par le Parlement tchèque (en) qualifie le parti d'« organisation criminelle » et déclare le régime en vigueur durant quatre décennies d'« illégal ».

## Dirigeants
Nota : le dirigeant du KSČ est appelé : "secrétaire général" (generální tajemník/ generálny tajomník) de 1921 à 1945, "président" (předseda/ predseda) de 1945 à 1953, "premier secrétaire" (první tajemník/ prvý tajomník) de 1953 à 1971, puis à nouveau "secrétaire général" de 1971 à 1989.
- Václav Šturc (cs), tchèque (1921–1922)
- Alois Muna (cs), tchèque  (1922–1924)
- Josef Haken (cs), tchèque  (1924–1925)
- Bohumil Jílek (cs), tchèque (1925 - 1929)
- Klement Gottwald, tchèque (1929–1953)
- Antonín Novotný, tchèque (1953–1968)
- Alexander Dubček, slovaque (1968–1969)
- Gustáv Husák, slovaque (1969–1987)
- Miloš Jakeš, tchèque (1987–1989)
- Karel Urbánek, tchèque (1989)
- Ladislav Adamec, tchèque (1989–1990) président, Vasil Mohorita (cs) (1989–1990) Premier secrétaire

## Sources et références
1. ↑  Pascal Delwit, Les gauches radicales en Europe XIXe – XXIe siècles, Bruxelles, Editions de l'université de Bruxelles, 2016, 652 p. (ISBN 978-2-8004-1601-4), pages 138 à 139
2. ↑  Jan Pešek et Róbert Letz, Štruktúry moci na Slovensku 1948 : 1989, M. Vašek, 2004 (lire en ligne), p. 59

- (cs) Cet article est partiellement ou en totalité issu de l’article de Wikipédia en tchèque intitulé « Komunistická strana Československa » (voir la liste des auteurs).